# Classe Fletcher
Pour les articles homonymes, voir Fletcher.
La classe Fletcher est une classe de destroyers américains entrée en service en 1942 et dont 175 exemplaires ont été construits. Ce type de navire a joué un rôle de premier plan durant la Seconde Guerre mondiale dans la guerre du Pacifique contre le Japon.
La classe a été conçue en 1939, à la suite de l'insatisfaction suscitée par les types de destroyers précédents, les classes Porter et Somers. Certains ont servi pendant la guerre de Corée et la guerre du Vietnam.
La marine américaine a commandé 175 destroyers de classe Fletcher entre 1942 et 1944, plus que toute autre classe de destroyers, et la conception a été généralement considérée comme très réussie. Les Fletcher avaient une vitesse nominale de 38 nœuds (70 km/h) et un armement principal de cinq canons de 5 pouces (127 mm) dans des affûts simples avec dix tubes lance-torpilles de 21 pouces (530 mm) dans deux affûts centraux quintuples. Les classes Allen M. Sumner et Gearing étaient des dérivés des Fletcher.
Les navires à long rayon d'action de la classe Fletcher effectuaient toutes les tâches demandées à un destroyer, de la lutte anti-sous-marine et anti-aérienne à l'action de surface. Ils pouvaient couvrir les vastes distances requises par les actions de la flotte dans le Pacifique et ont servi presque exclusivement sur le théâtre d'opérations du Pacifique pendant la Seconde Guerre mondiale, au cours de laquelle ils ont coulé 29 sous-marins de la marine impériale japonaise. Dans un effort massif, les Fletcher ont été construits par des chantiers navals à travers les États-Unis et, après la fin de la Seconde Guerre mondiale, 11 ont été vendus aux pays contre lesquels ils avaient été construits: l'Italie, l'Allemagne et le Japon, ainsi que d'autres pays, où ils ont connu des carrières encore plus longues et distinguées. Trois ont été préservés en tant que navires-musées aux États-Unis et un en Grèce.

## Description
La classe Fletcher est nommée d'après l'amiral Frank F. Fletcher (1855-1928), récipiendaire de la Medal of Honor, la plus haute distinction militaire américaine, pour ses actions en tant que commandant des forces navales lors de la bataille de Veracruz au Mexique. Cette classe était la plus grande classe de destroyers commandée. C'était aussi l'une des plus réussies et des plus populaires auprès de leurs équipages. Par rapport aux classes précédentes construites pour la marine américaine, les Fletcher avaient une puissance de feu létale considérablement accrue, notamment des armes antiaériennes (AA) et un blindage plus important, ce qui a contribué à un plus grand déplacement et à une augmentation générale du poids et de la hauteur. La construction de leur pont affleurant leur conférait une plus grande solidité structurelle, mais les rendait plus exigus, car l'espace disponible pour l'équipage sous le pont était moindre que celui d'un gaillard d'avant surélevé.

## Conception

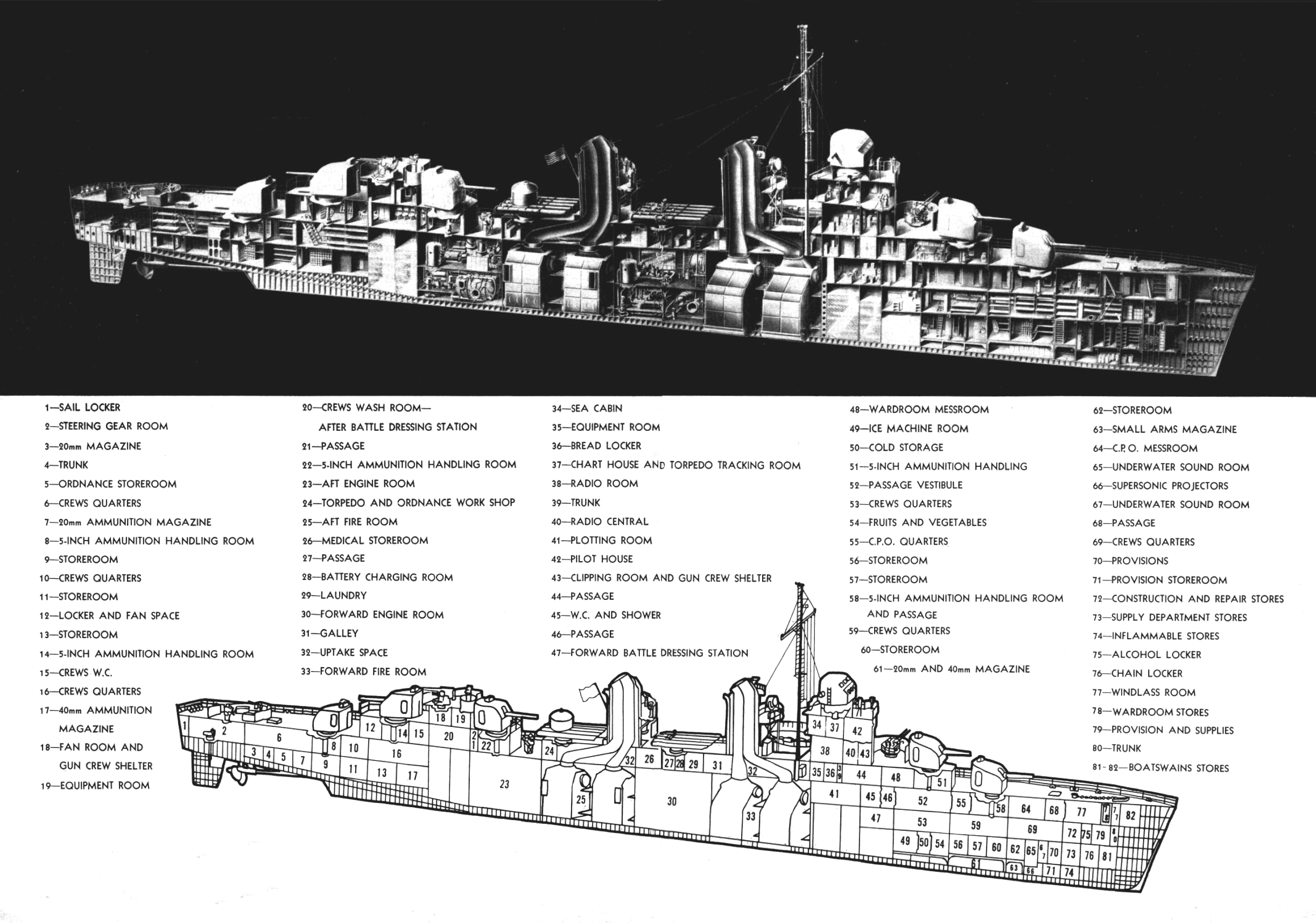
Coupe d'un navire de la classe.

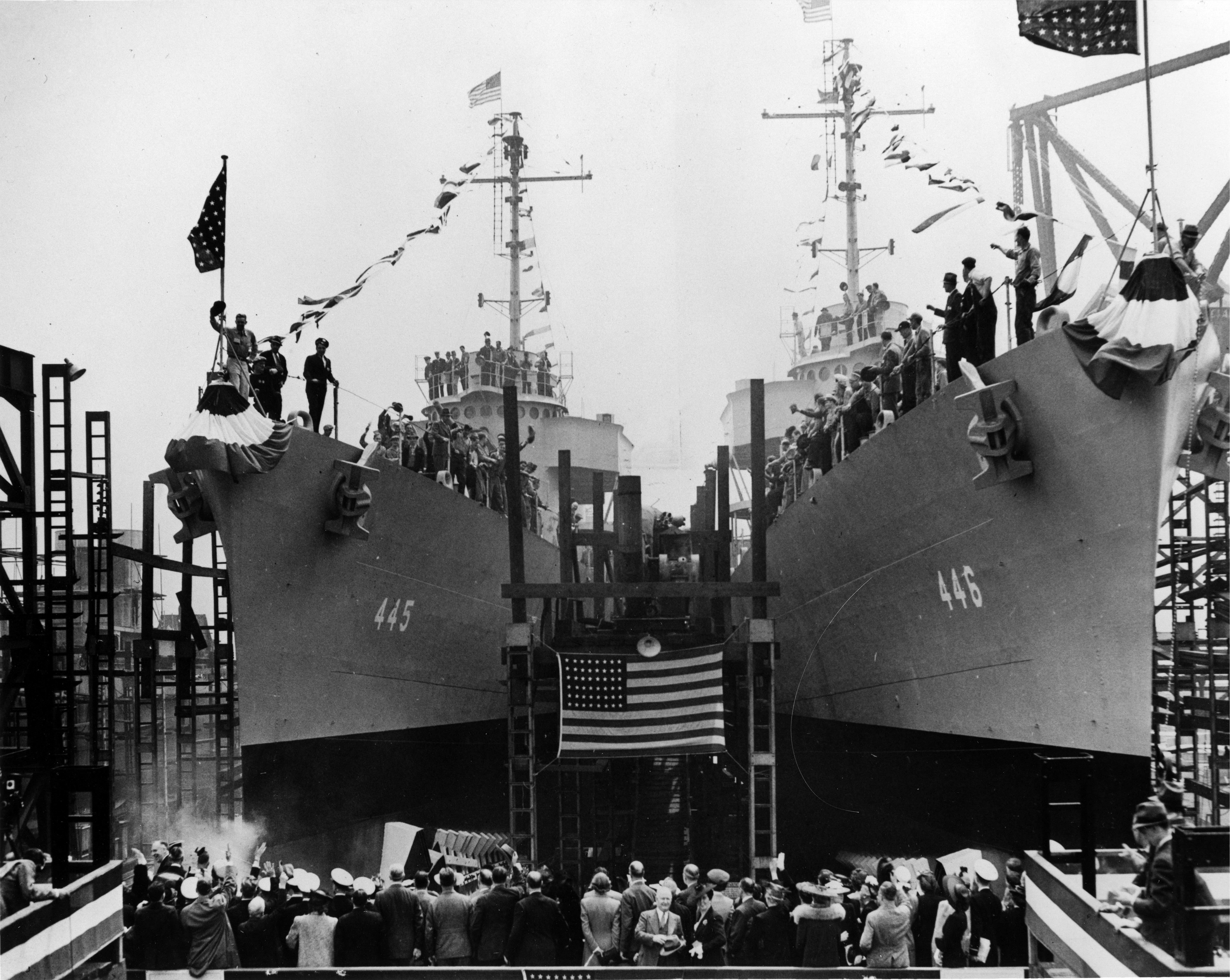
Lancement du Fletcher et du Radford, 3 mai 1942

La classe Fletcher est la première génération de destroyers conçue après la série de traités navals internationaux qui avaient limité la conception des navires jusqu'alors. La croissance de la conception était en partie une réponse au défi que représentait pour les concepteurs de l'U.S. Navy le fait de faire face à des opérations à longue distance dans l'océan Pacifique. Ils devaient également porter pas moins de cinq canons de 5 pouces (127 mm) et dix tubes lance-torpilles montés sur le pont sur la ligne centrale, ce qui leur permettait de se mesurer à n'importe quel modèle étranger sur un pied d'égalité. Par rapport aux modèles antérieurs, les Fletcher étaient de grande taille, ce qui leur permettait de s'adapter à l'évolution des priorités défensives grâce à l'ajout de deux canons AA Bofors de 40 millimètres à montage quadruple, ainsi que de six positions de canons AA doubles Oerlikon de 20 mm. Cet ajout à la panoplie AA nécessitait la suppression de l'affût quintuple de torpilles avant, un changement effectué dans le cadre du programme anti-kamikaze du 4 avril 1945.
Les Fletcher étaient également beaucoup moins lourds que les classes précédentes, ce qui leur permettait de recevoir des équipements et des armes supplémentaires sans avoir à subir de modifications majeures. Ils ont eu la chance d'entrer dans la production américaine au bon moment, devenant ainsi " la " conception de destroyer, seuls les dérivés de la classe Fletcher, les classes Allen M. Sumner et Gearing, lui succédant.
Les premiers éléments de conception sont apparus à l'automne 1939 à partir de questionnaires distribués dans les bureaux d'études et au bureau du chef des opérations navales. Les paramètres de conception étaient les armements souhaités pour le prochain destroyer. Ainsi, les questions portaient sur le nombre de canons, de torpilles et de grenades sous-marines souhaités. On s'est également demandé à quel moment le modèle deviendrait suffisamment grand pour devenir une cible de torpilles plutôt qu'un système de lancement de torpilles. La réponse qui a été donnée est que cinq canons à double usage de 5 pouces (127 mm), douze torpilles et vingt-huit grenades sous-marines seraient idéaux, tandis qu'un retour aux modèles de 1 500 tonnes du passé était considéré comme indésirable. Les exigences en matière de vitesse variaient de 35 à 38 nœuds (65 à 70 km/h), et les lacunes de la classe Sims antérieure, qui était lourde sur le dessus et nécessitait un lest en plomb pour corriger ce défaut, ont fait que la conception du Fletcher a été élargie de 46 cm de largeur. Comme pour les autres conceptions précédentes de destroyers à pont affleurant américains, les performances en mer ont souffert. Cela a été atténué par le déploiement dans l'océan Pacifique, qui est relativement calme par rapport à l'Atlantique.
Pour atteindre 38 nœuds avec un déplacement accru de 500 tonnes, la puissance a été augmentée de 50 000 shp (37 000 kW) à 60 000 shp (45 000 kW) par rapport aux classes précédentes Benson et  Gleaves. Les Fletcher étaient équipés de chaudières à air comprimé produisant de la vapeur à 600 psi (4 100 kPa) et 450 °C, avec deux générateurs électriques entraînés par des turbines à vapeur de 350 kW et un générateur diesel de secours de 100 kW. Généralement, les chaudières étaient fournies par Babcock & Wilcox et les turbines à vapeur par General Electric, bien que d'autres fournisseurs aient probablement été utilisés pour maximiser le taux de production.

## Armement

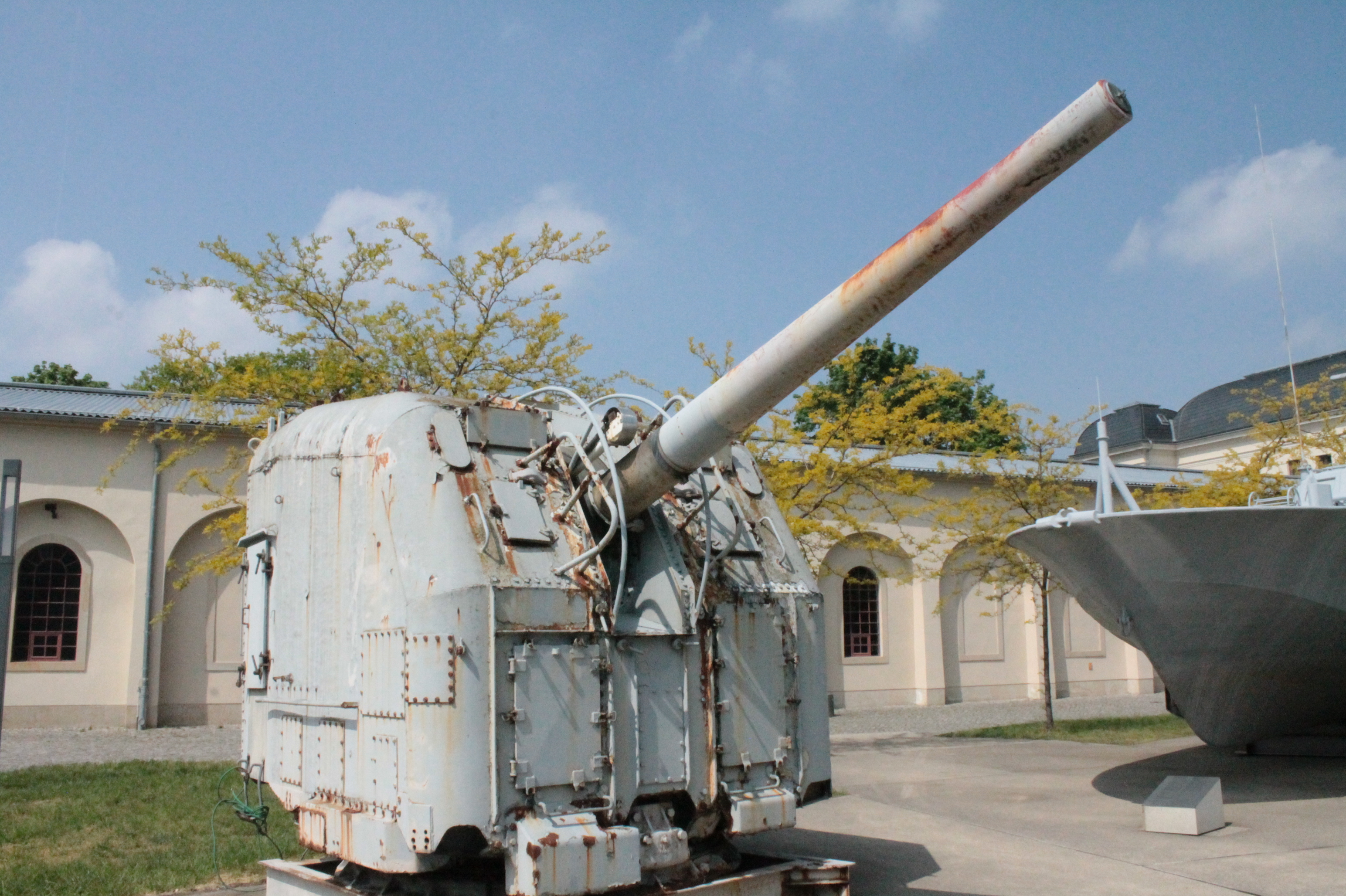
Canon MK 30 de 127 mm d'un destroyer de la classe Fletcher (1942) Musée d'histoire militaire de la Bundeswehr, Dresde

L'armement principal est constitué de cinq canons de 127 mm (5 pouces)/38 calibres en tourelles simples, guidés par un système de contrôle de tir Mark 37 comprenant un radar de conduite de tir Mk 25 relié par un système de contrôle de tir Mark 1A stabilisé par un gyroscope Mk 6 tournant à 8 500 tours par minute. Dix tubes lance-torpilles de 533 mm (21 pouces) sont installés en deux affûts quintuples et tirent des torpilles Mk 15. Lors de la construction, l'armement antiaérien prévu est constitué d'un montage quadruple de canons de 28 mm (1,1 pouce)/75 calibres (en) et de six mitrailleuses de 12,7 mm (calibre .50).
L'attaque de Pearl Harbor a entretemps démontré la nécessité d'accroître les armes légères antiaériennes : les navires sont alors progressivement équipés de deux affûts doubles de 40 mm Bofors et de sept canons de 20 mm Oerlikon sur affût simple. Pendant la guerre, le nombre d'armes anti-aériennes augmente : en 1945, la composition de l'armement antiaérien est de cinq affûts doubles de 40 mm Bofors et de sept canons de 20 mm Oerlikon.
L'armement anti-sous-marin était initialement composé de deux racks de charges de profondeur à la poupe, complétés par six lanceurs (K-gun) de grenades sous-marines au fur et à mesure de l'avancée de la guerre.

### Modernisation FRAM I et II

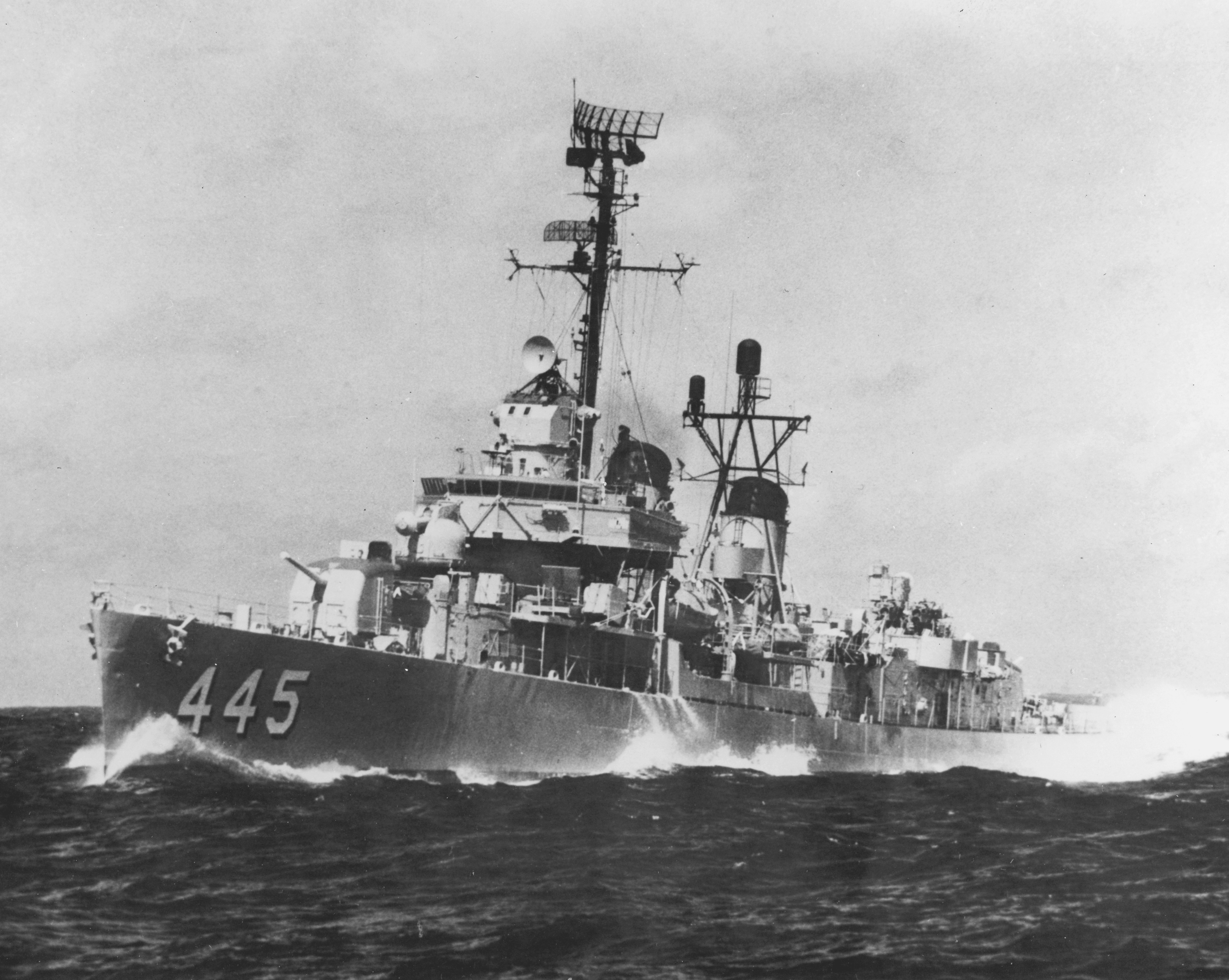
L'USS Fletcher (DD-445), après sa modernisation.

À partir de 1957, une opération de modernisation est lancée, l'opération FRAM (Fleet Rehabilitation and Modernization). 39 ont leur armement principal global modifié : les tourelles no 2, 3 et 4 sont débarquées, le nombre de tubes lance-torpilles est diminué afin d'accueillir d'autres armes, en l’occurrence jusqu'à 6 canons antiaériens de 76 mm en affûts jumelés. Ils emportent à leur bord comme nouvelle arme anti-sous-marine, le Hérisson, positionné à la place de la tourelle no 2. Dix-huit navires sont reclassés en destroyers d'escorte (DDE), optimisés pour la lutte anti-sous-marine.

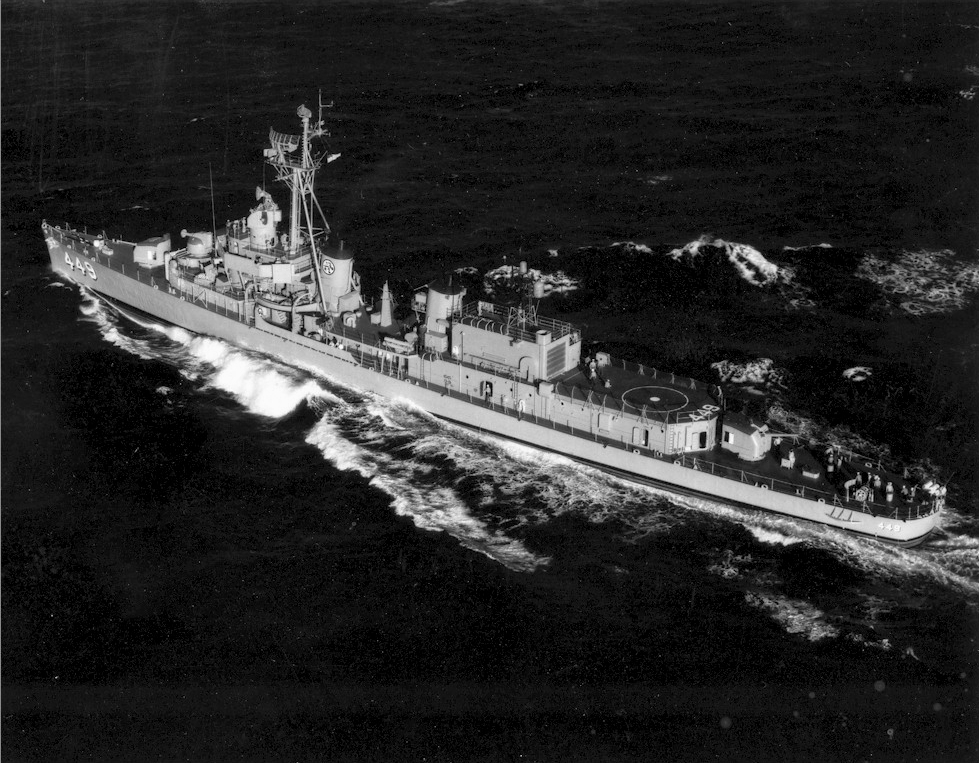
USS Nicholas (DD-449), classe Fletcher, après sa modernisation "FRAM II".

Dans le cadre de l'opération FRAM II, une nouvelle arme anti-sous-marine appelée Arme Alpha est installée sur l'avant en remplacement du Hérisson. Un hangar pour un petit drone hélicoptère (DASH QH-50) et un pont d'envol est aussi ajouté à l'arrière, à l'avant de la tourelle de 127 mm. Les seuls destroyers de la classe Fletcher à connaitre une modernisation FRAM II sont les USS Radford, Jenkins et Nicholas.

## Histoire

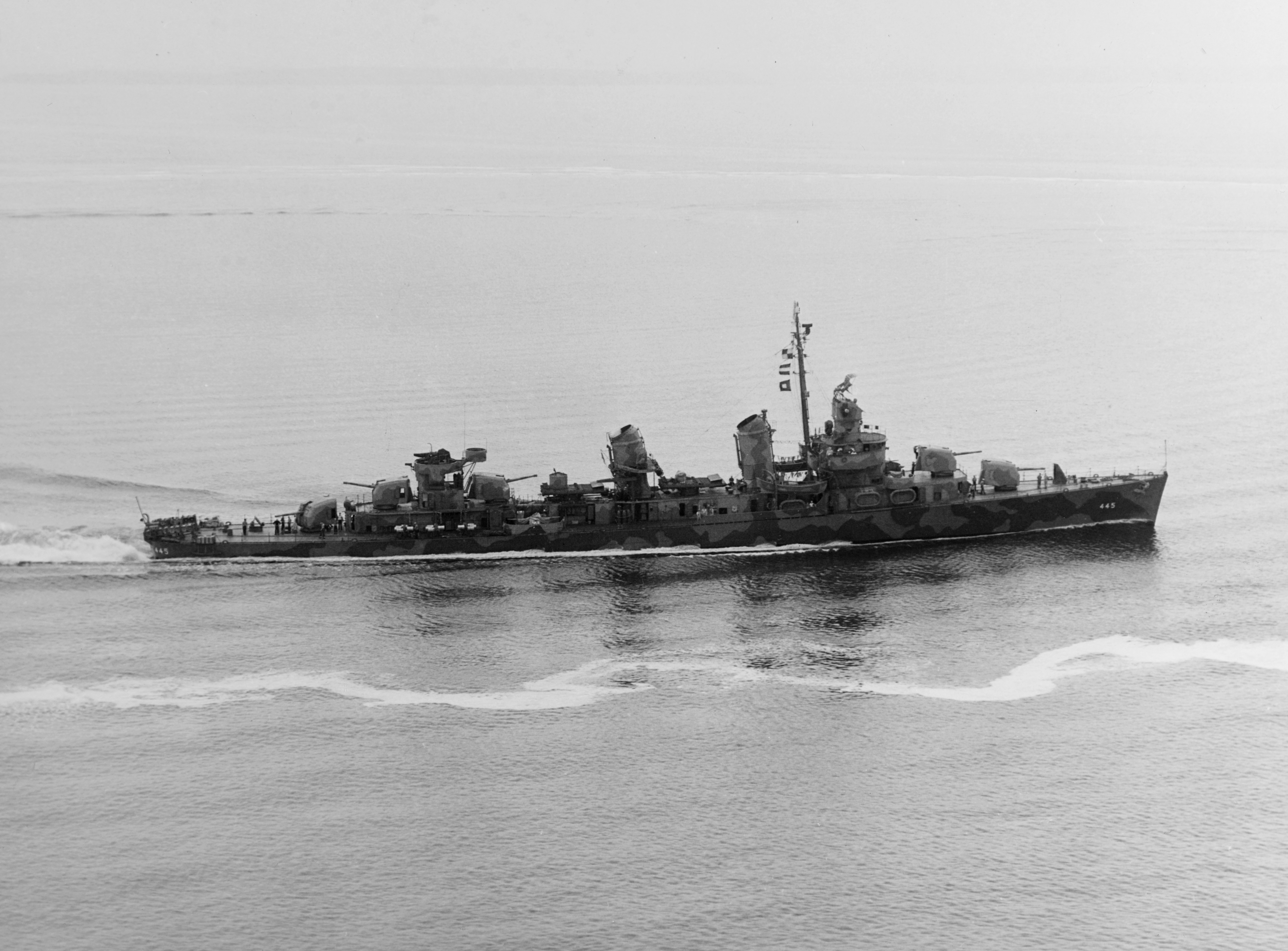
Le destroyer Fletcher devant New York en 1942.

Les navires de la classe Fletcher portent le nom de l'amiral Frank Friday Fletcher et devaient participer à tous les aspects que pourraient rencontrer un destroyer, de la lutte anti-sous-marine et anti-aérienne à des batailles de surface. Ils pouvaient couvrir les grandes distances requises par les actions de la flotte dans le Pacifique. Dans un effort massif, les navires de la classe Fletcher étaient construits par plusieurs chantiers navals au travers des États-Unis.

### Seconde Guerre mondiale

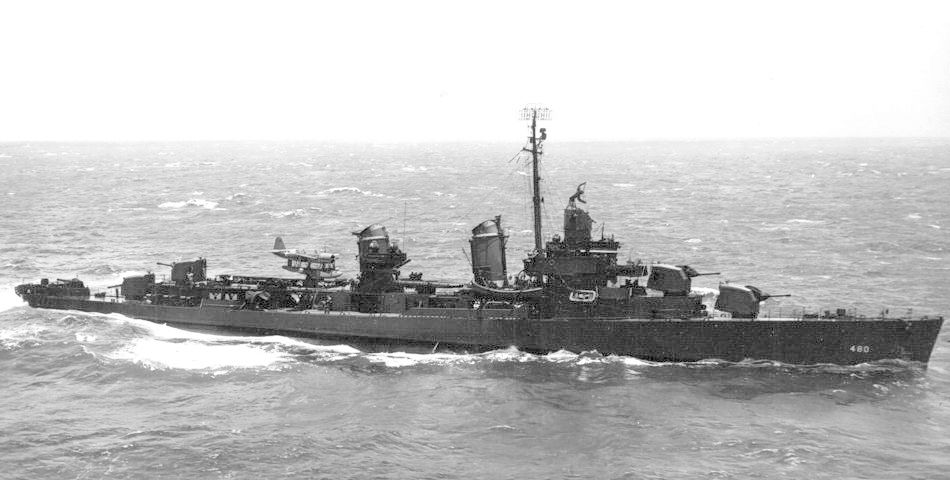
USS Halford (DD-480) avec son avion embarqué en juillet 1943

Dès 1940, il était prévu d'équiper six destroyers d'un système d'avion embarqué afin de fournir des capacités de reconnaissance aérienne également à des groupes de destroyers plus petits. Les modifications nécessaires ont été apportées à cinq navires (DD-476 à DD-480) lors de la construction en 1942/43, mais annulées après quelques mois à la fin de 1943. Les raisons en étaient, entre autres, que les avions des petits navires ne pouvaient pas être équipés de leur pleine charge d'armes, mais il est également devenu évident que le concept était superflu en raison de la flotte de porte-avions agrandie et du nombre accru de croiseurs et les cuirassés étant devenus transporteurs d'avions de reconnaissance. De plus, il était impossible d'équiper les destroyers de défenses aériennes en raison d'un manque d'espace et de réserves de poids. Le sixième navire DD-481 n'a plus été converti en 1943, mais achevé dans sa configuration d'origine.
En fait, ils ont servi presque exclusivement sur le théâtre des opérations Pacifique pendant la Seconde Guerre mondiale, au cours de laquelle ils comptaient 29 sous-marins de la Marine impériale japonaise mis hors de combat.
En réponse à l'intensification des attaques japonaises avec les pilotes Tokkotai (Kamikaze), l'armement de défense aérienne de plus de 50 navires de classe Fletcher a été considérablement augmenté à l'été 1945. Certains canons étaient équipés de commandes radar, de nombreux canons simples de 20 mm ont été remplacés par des supports doubles et l'armement de torpilles a été réduit.
Dix-neuf destroyers sont perdus pendant la guerre; six autres sont endommagés et ne sont pas réparés. Après-guerre, certains sont mis en réserve.
L'épave de l'USS Johnston, coulé le 25 octobre 1944, a été retrouvée à plus de 6 000 mètres de fond en 2019 et formellement identifiée au printemps 2021.

### Guerre froide

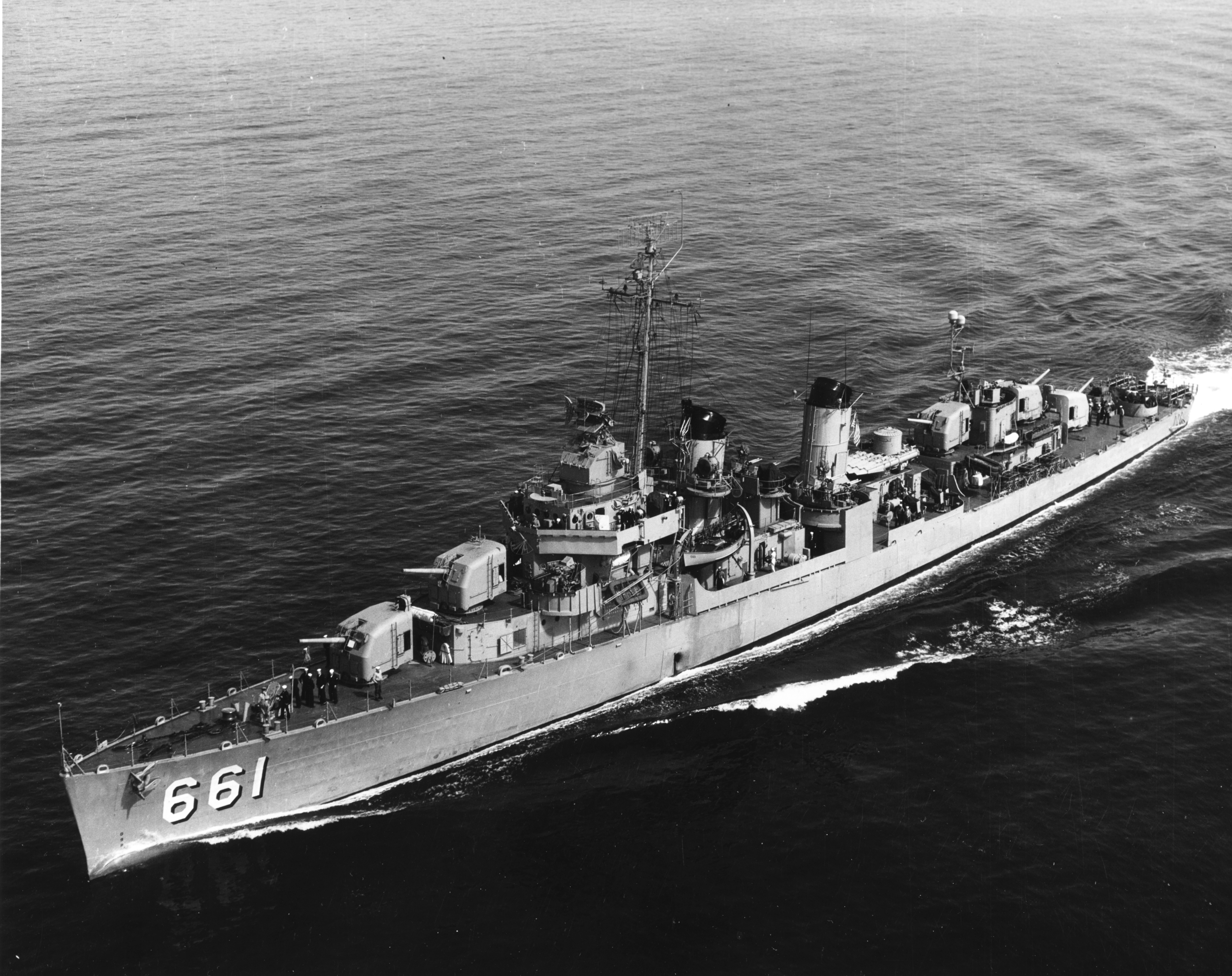
USS Kidd (DD-661) en 1951

Alors que les tensions entre les États-Unis et l'Union soviétique augmentaient et que l'armement naval soviétique augmentait, il devint clair que la marine américaine avait besoin de plus de navires anti-sous-marins. Pour cette raison, 18 destroyers Fletcher mis en veille dans la flotte de réserve ont été réactivés en 1948 et équipés d'armes anti-sous-marines renforcées.
En plus des 18 destroyers anti-sous-marins, plus de 60 autres Fletcher ont été retirés de la flotte de réserve au début de la guerre de Corée et partiellement reconstruits pour leur nouvel usage. La tourelle du milieu a été retirée de 43 navires et deux supports doubles de 76 mm ont été installés à sa place. De plus, les navires ont reçu de nouveaux systèmes de conduite de tir. Ces navires étaient officieusement connus sous le nom de classe La Valette. Les navires réactivés restants ont conservé leur armement de la Seconde Guerre mondiale et ont été appelés classe Daly.

### FRAM II
À l'origine, il a été décidé en 1957 de convertir les 18 navires qui avaient déjà reçu la conversion de sous-marin en 1948 en FRAM II. 1958 a commencé la conversion de l'USS Hazelwood, qui devrait servir de navire d'essai pour l'hélicoptère anti-sous-marin Drone. En conséquence, trois destroyers (USS Radford, USS Jenkins et USS Nicholas) ont été reconstruits à Pearl Harbor et équipés d'un site de lancement et d'un hangar pour les drones DASH. En 1961, les plans de conversion des 15 DDE restants ont été annulés, de sorte qu'il n'y avait que trois conversions de la classe Fletcher. Ces navires étaient officieusement connus sous le nom de classe Radford. Les trois destroyers ont également quitté l'US Navy en tant que premiers navires du programme FRAM II en 1969.

### Période de service
Les destroyers de la classe Fletcher sont entrés en service entre 1942 et 1944. Après la fin de la Seconde Guerre mondiale, 145 des destroyers restants ont été mis hors service et affectés à la flotte de réserve. Au début de la guerre de Corée, en plus des 18 destroyers anti-sous-marins convertis de 1948/49, plus de 60 autres destroyers ont été réactivés, dont 19 ont été retirés après la fin des combats en Corée. Les destroyers restants sont restés en service jusqu'à la fin des années 1960 et au début des années 1970. Le dernier navire de la classe à être retiré de la marine américaine était l'USS Mullany, qui a été mis hors service et rayé des registres du navire le 6 octobre 1971.
Entre 1958 et 1960, six navires de la classe Fletcher (USS Anthony, USS Ringgold, USS Wadsworth, USS Claxton, USS Dyson et USS Charles Ausburne) ont été remis à la marine allemande, qui était encore en construction à l'époque, comme aide à l'armement, où ils ont été nommés Class 119 (noms des navires : Zerstörer 1 à Zerstörer 6) étaient en service jusque dans les années 1980. Conçus à l'origine comme support d'artillerie pour les débarquements amphibies, ils ont ensuite été principalement utilisés comme combattants sous-marins dans les unités de l'OTAN dans l'Atlantique Nord et pour sécuriser l'accès à la mer Baltique. Les navires ont été remplacés par les frégates de la classe Bremen. Le Zerstörer 1 a été coulé au large de la Crète en 1979 lors d'un exercice, le Zerstörer 6 a été démoli en 1968. Deux des destroyers (Zerstörer 2 et Zerstörer 3) ont été utilisés par la Grèce pendant quelques années après leur service dans la marine allemande, les deux autres (Zerstörer 4 et Zerstörer 5) ont été cannibalisés par la marine grecque comme magasins de pièces détachées.

## Autres marines
Nombre de ces navires furent transférés à d'autres marines à partir des années 1950, incluant :
 Argentine: 5 (DD-532 Heermann, DD-547 Cowell, DD-630 Braine, DD-644 Stembel, DD-670 Dortch)
 Brésil: 7 (DD-472 Guest, DD-473 Bennett, DD-556 Hailey, DD-596 Shields, DD-675 Lewis Hancock, DD-794 Irwin, DD-797 Cushing)
 Chili: 3 (DD-657 Charles J. Badger, DD-689 Wadleigh, DD-804 Rooks)
 Colombie: 1 (DD-642 Hale)
 Grèce: 7 (DD-500 Ringgold, DD-545 Bradford, DD-546 Brown, DD-569 Aulick, DD-581 Charette, DD-582 Conner, DD-583 Hall)
 Italie: 3 (DD-468 Taylor, DD-517 Walker, DD-561 Prichett)
 Japon: 2 (DD-663 Heywood L. Edwards, DD-664 Richard P. Leary)
 Mexique: 2 (DD-573 Harrisson, DD-574 John Rodgers)
 Pérou: 4 (DD-448 La Valette, DD-513 Terry, DD-520 Isherwood, DD-796 Benham)
 Corée du Sud: 3 (DD-631 Erben, DD-673 Hickox, DD-686 Halsey Powell)
 Espagne: 5 (DD-509 Converse, DD-550 Capps, DD-551 David W. Taylor, DD-678 McGowan, DD-799 Jarvis)
 Taïwan: 3 (DD-521 Kimberly, DD-528 Mullany, DD-541 Yarnall)
 Turquie: 5 (DD-544 Boyd, DD-651 Cogswell, DD-656 Van Valkenburgh, DD-668 Clarence K. Bronson, DD-795 Preston)
 Allemagne de l'Ouest: 6 (DD-500 Ringgold, DD-515 Anthony, DD-516 Wadsworth, DD-570 Charles Ausburne, DD-571 Claxton, DD-572 Dyson)
Le dernier Fletcher en service, BAM Cuitlahuac (ex-John Rodgers), quitte la marine mexicaine en 2001, ce qui signifie que la durée d'utilisation totale des Fletcher a été de presque six décennies, se terminant au XXIe siècle.

## Musées

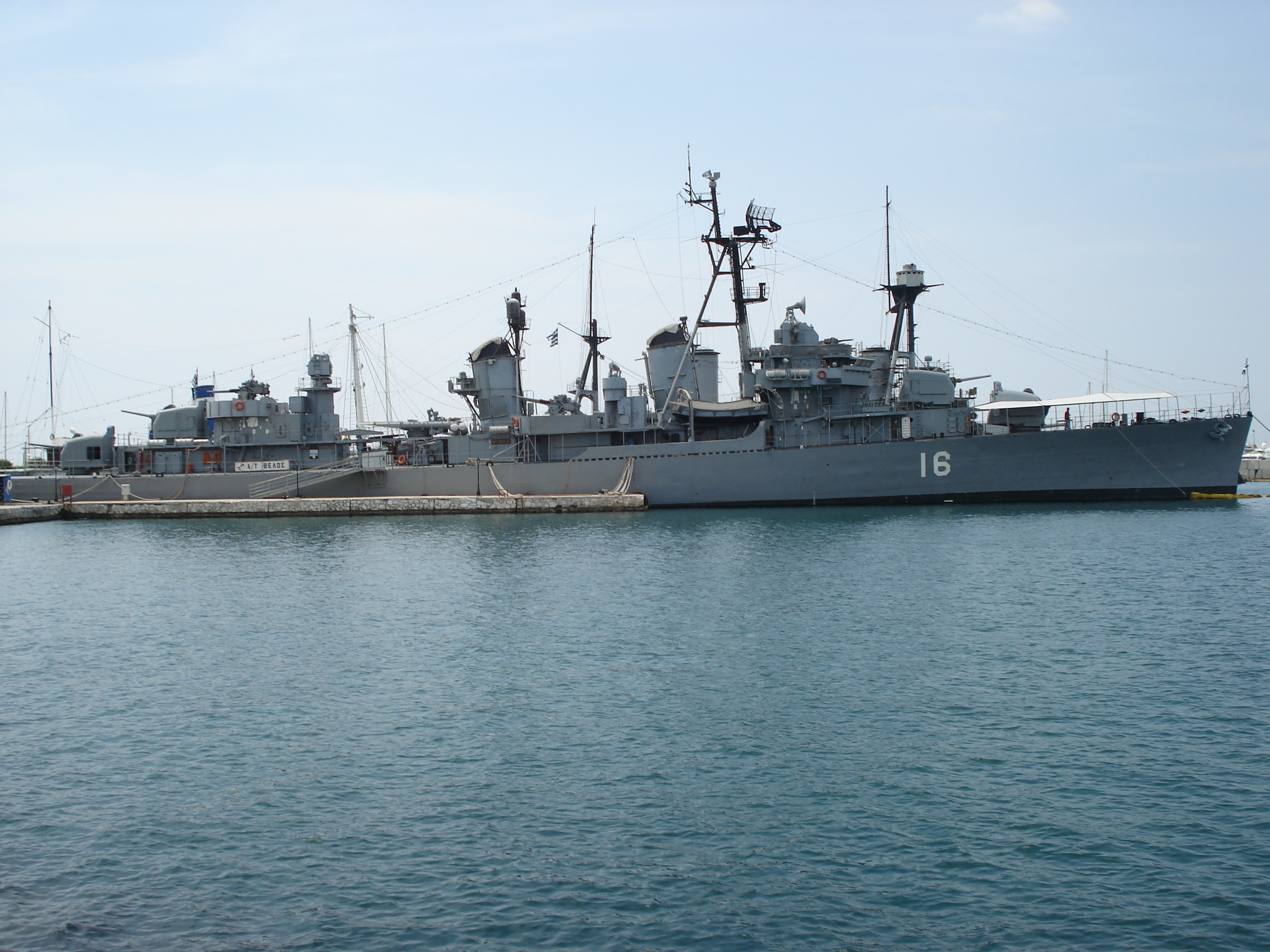
Velos D16 comme musée dans le golfe de Faliro près d'Athènes, le 20 mai 2006.

Quatre navires sont préservés comme musée, mais seul le Kidd, jamais modernisé, est resté dans la configuration de la Seconde Guerre mondiale:
- USS The Sullivans (DD-537), à Buffalo ;
- USS Kidd (DD-661), à Bâton-Rouge ;
- USS Cassin Young (DD-793), à Boston ;
- Velos anciennement USS Charrette (DD-581) à Paleó Fáliro, Grèce.

## Navires de la classe
| Nom                 | Coque No. | Photo | Constructeur                                                     | Lancement         | Commissionnement                   | Décommissionnement                 | Fin |
| ------------------- | --------- | ----- | ---------------------------------------------------------------- | ----------------- | ---------------------------------- | ---------------------------------- | --- |
| Fletcher            | DD-445    |       | Federal Shipbuilding and Drydock Company, Kearny (New Jersey)    | 2 juin 1941       | 30 juin 1942 23 novembre 1945      | 15 janvier 1947 1er août 1969      | Ferraillé le 22 février 1972 |
| Radford             | DD-446    |       | Federal Shipbuilding and Drydock Company, Kearny (New Jersey)    | 2 octobre 1941    | 22 juillet 1942 17 octobre 1949    | 17 janvier 1946 10 novembre 1969   | Ferraillé en octobre 1970 |
| Jenkins             | DD-447    |       | Federal Shipbuilding and Drydock Company, Kearny (New Jersey)    | 27 novembre 1941  | 31 juillet 1942 22 novembre 1951   | 1er mai 1946 2 juillet 1969        | Ferraillé le 17 février 1971 |
| La Vallette         | DD-448    |       | Federal Shipbuilding and Drydock Company, Kearny (New Jersey)    | 27 novembre 1941  | 12 août 1942                       | 16 avril 1946                      | Vendu à la Marine péruvienne comme stock de rechanges, ferraillé le 26 juillet 1974 |
| Nicholas            | DD-449    |       | Bath Iron Works, Bath (Maine)                                    | 3 mars 1941       | 4 juin 1942 19 février 1951        | 12 juin 1946 30 janvier 1970       | Ferraillé en octobre 1970 |
| O'Bannon            | DD-450    |       | Bath Iron Works, Bath (Maine)                                    | 3 mars 1941       | 26 June 1942 19 février 1951       | 21 mai 1946 30 janvier 1970        | Ferraillé le 6 juin 1970 |
| Chevalier           | DD-451    |       | Bath Iron Works, Bath (Maine)                                    | 30 avril 1941     | 20 juillet 1942                    |                                    | Coulé, Bataille de Vella Lavella, le 6 octobre 1943 |
| Saufley             | DD-465    |       | Federal Shipbuilding and Drydock Company, Kearny (New Jersey)    | 27 janvier 1942   | 29 août 1942 15 décembre 1949      | 12 juin 1946 29 janvier 1965       | Coulé comme cible d'entrainement le 20 février 1968 |
| Waller              | DD-466    |       | Federal Shipbuilding and Drydock Company, Kearny (New Jersey)    | 12 février 1942   | 1er octobre 1942 5 juillet 1950    | 10 juin 1946 15 juillet 1969       | Coulé comme cible d'entrainement le 17 juin 1970 |
| Strong              | DD-467    |       | Bath Iron Works, Bath (Maine)                                    | 30 avril 1941     | 7 août 1942                        |                                    | Coulé en Nouvelle-Géorgie le 5 juillet 1943 par une torpille lancée à 20 km par le destroyer japonais Niizuki |
| Taylor              | DD-468    |       | Bath Iron Works, Bath (Maine)                                    | 28 août 1941      | 28 août 1942 3 décembre 1951       | 31 mai 1946 3 juin 1969            | Transféré à la Marina Militare italienne le 2 juillet 1969, devenant le Lanciere (D 560), ferraillé en 1971 et cannibalisé pour pièces. |
| De Haven            | DD-469    |       | Bath Iron Works, Bath (Maine)                                    | 27 septembre 1941 | 21 septembre 1942                  |                                    | Coulé à Guadalcanal pendant l'Opération Ke le 1er février 1943 |
| Bache               | DD-470    |       | Bethlehem Steel Corporation, Staten Island, New York             | 19 novembre 1941  | 14 novembre 1942 1er octobre 1951  | 4 février 1946                     | Ferraillé le 6 février 1968 |
| Beale               | DD-471    |       | Bethlehem Steel Corporation, Staten Island, New York             | 19 décembre 1941  | 23 décembre 1942 1er novembre 1951 | 11 avril 1946 30 septembre 1968    | Coulé comme cible d'entrainement le 24 juin 1969 |
| Guest               | DD-472    |       | Boston Navy Yard                                                 | 27 septembre 1941 | 15 décembre 1942                   | 4 juin 1946                        | Transféré à la Marine brésilienne sous le nom de Pará (D27) le 5 juin 1959, coulé comme navire cible en 1983. |
| Bennett             | DD-473    |       | Boston Navy Yard                                                 | 10 décembre 1941  | 9 février 1943                     | 18 avril 1946                      | Transféré à la Marine brésilienne sous le nom de Paraíba, le 15 décembre 1959. Rayé des listes le 1er août 1973. Ferraillé en 1978. |
| Fullam              | DD-474    |       | Boston Navy Yard                                                 | 10 décembre 1941  | 2 mars 1943                        | 15 janvier 1947                    | Coulé comme navire cible le 7 juillet 1962 |
| Hudson              | DD-475    |       | Boston Navy Yard                                                 | 20 février 1942   | 13 avril 1943                      | 31 mai 1946                        | Ferraillé le 27 novembre 1973 |
| Hutchins            | DD-476    |       | Boston Navy Yard                                                 | 27 septembre 1941 | 17 novembre 1942                   | 30 novembre 1945                   | Ferraillé en janvier 1948 |
| Pringle             | DD-477    |       | Boston Navy Yard                                                 | 31 juillet 1941   | 15 septembre 1942                  |                                    | Coulé par un avion kamikaze japonais pendant la Bataille d'Okinawa le 16 avril 1945 |
| Stanly              | DD-478    |       | Boston Navy Yard                                                 | 15 septembre 1941 | 15 octobre 1942                    | Octobre 1946                       | Ferraillé le 16 décembre 1971 |
| Stevens             | DD-479    |       | Boston Navy Yard                                                 | 30 décembre 1941  | 1er février 1943                   | 2 juillet 1946                     | Ferraillé le 27 novembre 1973 |
| Halford             | DD-480    |       | Puget Sound Naval Shipyard                                       | 3 juin 1941       | 10 avril 1943                      | 15 mai 1946                        | Ferraillé le 2 avril 1970 |
| Leutze              | DD-481    |       | Puget Sound Naval Shipyard                                       | 3 juin 1941       | 4 mars 1944                        | 6 décembre 1945                    | Ferraillé le 17 juin 1947 |
| Watson              | DD-482    |       | Federal Shipbuilding and Drydock Company, Kearny (New Jersey)    |                   |                                    |                                    | Commande annulée le 7 janvier 1946 |
| Philip              | DD-498    |       | Federal Shipbuilding and Drydock Company, Kearny (New Jersey)    | 7 mai 1942        | 21 novembre 1942 30 juin 1950      | 1er février 1946 30 septembre 1968 | Coulé dans une tempête le 2 février 1972 lors de son transport pour ferraillage |
| Renshaw             | DD-499    |       | Federal Shipbuilding and Drydock Company, Kearny (New Jersey)    | 7 mai 1942        | 5 décembre 1942 février 1947       | Juin 1950 14 février 1970          | Ferraillé en octobre 1970 |
| Ringgold            | DD-500    |       | Federal Shipbuilding and Drydock Company, Kearny (New Jersey)    | 25 juin 1942      | 30 décembre 1942                   | 23 mars 1946                       | Transféré à la Deutsche Marine le 14 juillet 1959, renommé Zerstörer 2 (D171). Transféré à la Marine de guerre hellénique en 1981, renommé Kimon (D42). Mis en reserve en 1987. Ferraillé en 1993. |
| Schroeder           | DD-501    |       | Federal Shipbuilding and Drydock Company, Kearny (New Jersey)    | 25 juin 1942      | 1er janvier 1943                   | 29 avril 1946                      | Ferraillé le 1er janvier 1974 |
| Sigsbee             | DD-502    |       | Federal Shipbuilding and Drydock Company, Kearny (New Jersey)    | 22 juillet 1942   | 23 janvier 1943                    | 31 mars 1947                       | Ferraillé le 31 juillet 1975 |
| Conway              | DD-507    |       | Bath Iron Works, Bath (Maine)                                    | 5 novembre 1941   | 9 octobre 1942 8 novembre 1950     | 25 juin 1946 Novembre 1969         | Coulé comme navire cible le 26 juin 1970 |
| Cony                | DD-508    |       | Bath Iron Works, Bath (Maine)                                    | 24 décembre 1941  | 30 octobre 1942 17 novembre 1949   | 18 juin 1946 2 juillet 1969        | Coulé comme navire cible le 20 mars 1970 |
| Converse            | DD-509    |       | Bath Iron Works, Bath (Maine)                                    | 23 février 1942   | 20 novembre 1942                   | 23 avril 1946                      | Transferé à l'Armada espagnole le 1er juillet 1959 et renommé Almirante Valdés (D23). Rayé des listes le 17 novembre 1986 et ferraillé en 1988. |
| Eaton               | DD-510    |       | Bath Iron Works, Bath (Maine)                                    | 17 mars 1942      | 4 décembre 1942 11 décembre 1951   | 21 juin 1946 30 mai 1969           | Coulé comme navire cible le 27 mars 1970 |
| Foote               | DD-511    |       | Bath Iron Works, Bath (Maine)                                    | 14 avril 1942     | 22 décembre 1942                   | 18 avril 1946                      | Ferraillé le 2 janvier 1974 |
| Spence              | DD-512    |       | Bath Iron Works, Bath (Maine)                                    | 18 mai 1942       | 8 janvier 1943                     |                                    | Coulé dans un typhon aux Philippines le 18 décembre 1944 |
| Terry               | DD-513    |       | Bath Iron Works, Bath (Maine)                                    | 8 juin 1942       | 26 janvier 1943                    | 11 juillet 1947                    | Transféré à la Marine péruvienne le 26 juillet 1974 pour pièces. |
| Thatcher            | DD-514    |       | Bath Iron Works, Bath (Maine)                                    | 20 juin 1942      | 10 février 1943                    | 23 novembre 1945                   | Ferraillé le 23 janvier 1948 |
| Anthony             | DD-515    |       | Bath Iron Works, Bath (Maine)                                    | 17 août 1942      | 26 février 1943                    | 17 avril 1946                      | Transféré à la Deutsche Marine le 17 janvier 1958 renommé Zerstörer 1. Rayé des listes en 1976. Il a été coulé par le sous-marin U-29 comme cible de torpilles en Méditerranée le 16 mai 1979. |
| Wadsworth           | DD-516    |       | Bath Iron Works, Bath (Maine)                                    | 18 août 1942      | 16 mars 1943                       | 18 avril 1946                      | Transféré à la Deutsche Marine le 6 octobre 1959 |
| Walker              | DD-517    |       | Bath Iron Works, Bath (Maine)                                    | 31 août 1942      | 3 avril 1943 15 septembre 1950     | 31 mai 1946 2 juillet 1969         | Transféré à la Marina Militare italienne le 2 juillet 1969 renommé Fante (D 561). Le Fante a été ferraillé en 1977. |
| Brownson            | DD-518    |       | Bethlehem Steel Corporation, Staten Island, New York             | 15 février 1942   | 3 février 1943                     |                                    | Coulé par un bombardier japonais pendant la Bataille de Cape Gloucester le 26 Décembre 1943. |
| Daly                | DD-519    |       | Bethlehem Steel Corporation, Staten Island, New York             | 29 avril 1942     | 10 mars 1943 6 juillet 1951        | 18 avril 1946 2 mai 1960           | ferraillé le 22 avril 1976 |
| Isherwood           | DD-520    |       | Bethlehem Steel Corporation, Staten Island, New York             | 12 mai 1942       | 12 avril 1943 5 avril 1951         | 1er février 1946 11 septembre 1961 | Prêté à la Marine péruvienne le 8 octobre 1961 renommé BAP Almirante Guise (DD-72). Ferraillé en 1981. |
| Kimberly            | DD-521    |       | Bethlehem Steel Corporation, Staten Island, New York             | 27 juillet 1942   | 22 mai 1943 8 février 1951         | 5 février 1947 15 janvier 1954     | Prêté à la Marine de la république de Chine le 1er juin 1967 renommé ROCS An Yang (DD-18). Désarmé le 16 septembre 1999 et coulé comme cible par le ROCS Hai Lung le 14 octobre 2003. |
| Luce                | DD-522    |       | Bethlehem Steel Corporation, Staten Island, New York             | 24 août 1942      | 21 juin 1943                       |                                    | Coulé par deux avions kamikazes japonais dans l'Archipel Kerama le 4 mai 1945. |
| Abner Read          | DD-526    |       | Bethlehem Shipbuilding Corporation, San Francisco, Californie    | 30 octobre 1941   | 5 février 1943.                    |                                    | Coulé par un bombardier Aichi D3A japonais dans le Golfe de Leyte le 1er novembre 1944 |
| Ammen               | DD-527    |       | Bethlehem Shipbuilding Corporation, San Francisco, Californie    | 29 novembre 1941  | 20 mars 1943 5 avril 1951          | 15 avril 1946 15 septembre 1960    | ferraillé le 20 avril 1961 |
| Mullany             | DD-528    |       | Bethlehem Shipbuilding Corporation, San Francisco, Californie    | 15 janvier 1942   | 23 avril 1943 8 mars 1951          | 14 février 1946 6 octobre 1971     | Transféré à la Marine de la république de Chine le 6 octobre 1971 renommé ROCS Chin-yang（慶陽). Il a été désarmé le 16 juillet 1999 et coulé comme récif artificiel le 1er novembre 2001. |
| Bush                | DD-529    |       | Bethlehem Shipbuilding Corporation, San Francisco, Californie    | 12 février 1942   | 10 mai 1943                        |                                    | Coulé à Okinawa le 6 avril 1945 par trois avions kamikazes japonais. |
| Trathen             | DD-530    |       | Bethlehem Shipbuilding Corporation, San Francisco, Californie    | 17 mars 1942      | 28 mai 1943 1er août 1951          | 18 janvier 1946 11 mai 1965        | Utilisé comme cible en novembre 1973, mis au rebut. |
| Hazelwood           | DD-531    |       | Bethlehem Shipbuilding Corporation, San Francisco, Californie    | 11 avril 1942     | 18 juin 1943 12 septembre 1951     | 18 janvier 1946 19 mars 1965       | Ferraillé le 14 avril 1976 |
| Heermann            | DD-532    |       | Bethlehem Shipbuilding Corporation, San Francisco, Californie    | 8 mai 1942        | 6 juillet 1943 12 septembre 1951   | 12 juin 1946 20 décembre 1957      | Transferé à la Marine argentine le 14 août 1961 renommé ARA Almirante Brown (D-20). Désarmé en 1982. |
| Hoel                | DD-533    |       | Bethlehem Shipbuilding Corporation, San Francisco, Californie    | 4 juin 1942       | 19 juillet 1943                    |                                    | Coulé par les croiseurs japonais de classe Kongō Haruna et Kongō lors de la Bataille du golfe de Leyte le 25 octobre 1944. |
| McCord              | DD-534    |       | Bethlehem Shipbuilding Corporation, San Francisco, Californie    | 17 mars 1942      | 19 août 1943 1er août 1951         | 15 janvier 1947 9 juin 1954        | Ferraillé le 2 janvier 1974 |
| Miller              | DD-535    |       | Bethlehem Shipbuilding Corporation, San Francisco, Californie    | 18 août 1942      | 31 août 1943 19 mai 1951           | 19 décembre 1945 30 juin 1964      | Ferraillé le 31 juillet 1975 |
| Owen                | DD-536    |       | Bethlehem Shipbuilding Corporation, San Francisco, Californie    | 17 septembre 1942 | 20 septembre 1943 17 août 1951     | 10 décembre 1946 27 mai 1958       | Ferraillé le 27 novembre 1973 |
| The Sullivans       | DD-537    |       | Bethlehem Shipbuilding Corporation, San Francisco, Californie    | 10 octobre 1942   | 30 septembre 1943 6 juillet 1951   | 10 janvier 1946 7 janvier 1965     | Donation au Buffalo and Erie County Naval & Military Park, Buffalo (New York) |
| Stephen Potter      | DD-538    |       | Bethlehem Shipbuilding Corporation, San Francisco, Californie    | 27 octobre 1942   | 21 octobre 1943 29 mars 1951       | 21 septembre 1945 21 avril 1958    | Ferraillé le 27 novembre 1973 |
| Tingey              | DD-539    |       | Bethlehem Shipbuilding Corporation, San Francisco, Californie    | 22 octobre 1942   | 25 novembre 1943 27 janvier 1951   | Mars 1946 30 novembre 1963         | Coulé comme navire cible en mai 1966 |
| Twining             | DD-540    |       | Bethlehem Shipbuilding Corporation, San Francisco, Californie    | 20 novembre 1942  | 1er décembre 1943 10 juin 1950     | 14 juin 1946 1er juillet 1971      | Vendu à Taiwan le 16 août 1971 |
| Yarnall             | DD-541    |       | Bethlehem Shipbuilding Corporation, San Francisco, Californie    | 5 décembre 1942   | 30 décembre 1943 28 février 1951   | 15 janvier 1947 30 septembre 1958  | Prêté à la Marine de la république de Chine le 10 juin 1968 renommé ROCS Kun Yang (DD-19). Désarmé le 16 octobre 1999 et rayé des listes le 11 novembre de la même année. Il a été remorqué en mer et coulé comme cible au large de Yilan. |
| Boyd                | DD-544    |       | Bethlehem Steel Company, San Pedro (Californie), Terminal Island | 2 avril 1942      | 8 mai 1943 24 novembre 1950        | 15 janvier 1947 1er octobre 1969   | Transferé à la Marine turque le 1er octobre 1969 renommé TCG Iskenderun (D-343). ferraillé en 1981. |
| Bradford            | DD-545    |       | Bethlehem Steel Company, San Pedro (Californie), Terminal Island | 28 avril 1942     | 12 juin 1943 27 octobre 1950       | 11 juillet 1946 28 septembre 1961  | Transféré à la Marine de guerre hellénique le 27 septembre 1962 renommé Thyella (D28) ("Tempête"). ferraillé en 1981. |
| Brown               | DD-546    |       | Bethlehem Steel Company, San Pedro (Californie), Terminal Island | 27 juin 1942      | 10 juillet 1943 27 octobre 1950    | 1er août 1946 9 février 1962       | Transféré à la Marine de guerre hellénique le 27 septembre 1962 renommé Navarinon (D63). ferraillé en 1981. |
| Cowell              | DD-547    |       | Bethlehem Steel Company, San Pedro (Californie), Terminal Island | 7 septembre 1942  | 23 août 1943 21 septembre 1951     | 22 juillet 1946 17 août 1971       | Transferé à la Marine argentine le 17 August 1971 renommé ARA Almirante Storni. ferraillé en 1982. |
| Capps               | DD-550    |       | Gulf Shipbuilding Corporation, Chickasaw (Alabama)               | 12 juin 1941      | 23 juin 1943                       | 15 janvier 1947                    | Transferé à l'Armada espagnole le 15 mai 1957 renommé Lepanto (D21). Ferraillé le 31 décembre 1985. |
| David W. Taylor     | DD-551    |       | Gulf Shipbuilding Corporation, Chickasaw (Alabama)               | 12 juin 1941      | 18 septembre 1943                  | 17 août 1946                       | Transferé à l'Armada espagnole le 15 mai 1951 renommé Almirante Ferrandíz (D22). Ferraillé le 17 novembre 1987. |
| Evans               | DD-552    |       | Gulf Shipbuilding Corporation, Chickasaw (Alabama)               | 21 juillet 1941   | 11 décembre 1943                   | 7 novembre 1945                    | Ferraillé le 11 février 1947 |
| John D. Henley      | DD-553    |       | Gulf Shipbuilding Corporation, Chickasaw (Alabama)               | 21 July 1941      | 2 February 1944                    | 30 April 1946                      | Ferraillé en mai 1970 |
| Franks              | DD-554    |       | Seattle-Tacoma Shipbuilding Corporation, Seattle (Washington)    | 8 mars 1942       | 30 juillet 1943                    | 31 mai 1946                        | Ferraillé le 1er août 1973 |
| Haggard             | DD-555    |       | Seattle-Tacoma Shipbuilding Corporation, Seattle (Washington)    | 27 mars 1942      | 31 août 1943                       | 1er novembre 1945                  | Ferraillé en 1946 |
| Hailey              | DD-556    |       | Seattle-Tacoma Shipbuilding Corporation, Seattle (Washington)    | 11 avril 1942     | 30 septembre 1943 27 avril 1951    | 27 janvier 1946 3 novembre 1960    | Transféré à la Marine brésilienne sous le nom de Pernambuco (D-30), le 20 juillet 1961. Il a été coulé comme cible en 1982. |
| Johnston            | DD-557    |       | Seattle-Tacoma Shipbuilding Corporation, Seattle (Washington)    | 6 mai 1942        | 27 octobre 1943                    |                                    | Coulé lors de la Bataille du golfe de Leyte le 25 octobre 1944 entre autres par le croiseur japonais Kongō et achevé par le destroyer Yukikaze. |
| Laws                | DD-558    |       | Seattle-Tacoma Shipbuilding Corporation, Seattle (Washington)    | 19 mai 1942       | 18 novembre 1943 2 novembre 1951   | 10 décembre 1946 30 mars 1964      | Ferraillé le 3 décembre 1973 |
| Longshaw            | DD-559    |       | Seattle-Tacoma Shipbuilding Corporation, Seattle (Washington)    | 16 juin 1942      | 4 décembre 1943                    |                                    | Détruit après s'être échoué sur un récif de corail à l'ouest de la base aérienne de Naha d'okinawa à la position 26° 11′ N, 127° 37′ E puis bombardé par les défenses côtières japonaises le 18 mai 1945. |
| Morrison            | DD-560    |       | Seattle-Tacoma Shipbuilding Corporation, Seattle (Washington)    | 30 juin 1942      | 18 décembre 1943                   |                                    | Touché par 4 kamikazes et coulé au nord-ouest d’Okinawa à la position 27° 10′ N, 127° 58′ E le 4 mai 1945. En juillet 1957, l'épave du Morrison fut donnée au gouvernement des îles Ryūkyū. |
| Prichett            | DD-561    |       | Seattle-Tacoma Shipbuilding Corporation, Seattle (Washington)    | 20 juillet 1942   | 15 janvier 1944 17 août 1951       | 14 mars 1946 10 janvier 1970       | Transféré à la Marina Militare italienne le 17 janvier 1970 et rebaptisé Geniere (D 555). Démoli en 1975. |
| Robinson            | DD-562    |       | Seattle-Tacoma Shipbuilding Corporation, Seattle (Washington)    | 12 août 1942      | 31 janvier 1944 3 août 1951        | 12 juin 1946 1er avril 1964        | coulé comme cible le 13 avril 1982 |
| Ross                | DD-563    |       | Seattle-Tacoma Shipbuilding Corporation, Seattle (Washington)    | 7 septembre 1942  | 21 février 1944 27 octobre 1951    | 4 juin 1946 6 novembre 1959        | coulé comme cible le 26 janvier 1978 |
| Rowe                | DD-564    |       | Seattle-Tacoma Shipbuilding Corporation, Seattle (Washington)    | 7 décembre 1942   | 13 mars 1944 5 octobre 1951        | 31 janvier 1947 6 novembre 1959    | coulé comme cible le 23 février 1978 |
| Smalley             | DD-565    |       | Seattle-Tacoma Shipbuilding Corporation, Seattle (Washington)    | 14 février 1943   | 31 mars 1944 3 juillet 1951        | 18 juillet 1946 30 septembre 1957  | Ferraillé le 4 janvier 1966 |
| Stoddard            | DD-566    |       | Seattle-Tacoma Shipbuilding Corporation, Seattle (Washington)    | 10 mars 1943      | 15 avril 1944 9 mars 1951          | 8 juillet 1946 26 septembre 1969   | Désarmé le 1er juin 1975. A servi de plate-forme d'essai pour les missiles jusqu'en 1992. Remorqué par l'USNS Salvor (T-ARS-52) puis coulé à 64 milles marins (119 km ; 74 mi) au NNO de l'île de Kauai, à Hawaï, dans le Pacific Missile Range Facility, le 22 juillet 1997 à une profondeur de 2 550 brasses (15 300 pieds; 4 660 m). |
| Watts               | DD-567    |       | Seattle-Tacoma Shipbuilding Corporation, Seattle (Washington)    | 26 mars 1943      | 29 avril 1944 6 juillet 1951       | 12 avril 1946 26 septembre 1969    | Ferraillé le 5 septembre 1974 |
| Wren                | DD-568    |       | Seattle-Tacoma Shipbuilding Corporation, Seattle (Washington)    | 24 avril 1943     | 20 mai 1944 7 septembre 1951       | 13 juillet 1946 30 décembre 1963   | Ferraillé le 22 octobre 1975 |
| Aulick              | DD-569    |       | Consolidated Steel Corporation, Orange (Texas)                   | 14 mai 1941       | 27 octobre 1942                    | 18 avril 1946                      | Transféré à la Marine de guerre hellénique le 21 août 1959 renommé Sfendoni (D85). Le navire a été rayé du registre de la Navy le 1er septembre 1975 et il a été vendu à la Grèce en avril 1977. Le Sfendoni a été retiré de la marine grecque en 1991. Il a été démoli en 1997 à Aliağa, en Turquie. |
| Charles Ausburne    | DD-570    |       | Consolidated Steel Corporation, Orange (Texas)                   | 14 mai 1941       | 24 novembre 1942                   | 18 avril 1946                      | Transféré à la Bundesmarine le 12 avril 1960 renommé Zerstörer 6 "D180".Il a été rayé de la liste de la Navy américaine le 1er décembre 1967. Le Zerstörer 6 a été rayé de la Bundesmarine en octobre 1968 et mis au rebut. |
| Claxton             | DD-571    |       | Consolidated Steel Corporation, Orange (Texas)                   | 25 juin 1941      | 8 décembre 1942                    | 18 avril 1946                      | Transféré à la Bundesmarine le 16 décembre 1959 renommé Zerstörer 4 (D 178). En février 1981, il est transféré à la Marine de guerre hellénique où il est finalement démantelé pour pièces de rechange. |
| Dyson               | DD-572    |       | Consolidated Steel Corporation, Orange (Texas)                   | 25 juin 1941      | 30 décembre 1942                   | 31 mars 1947                       | Transféré à la Bundesmarine le 17 février 1960 renommé Zerstörer 5 (D-179). Le Zerstörer 5 est transféré en Grèce en février 1982, où il a été cannibalisé pour fournir des pièces de rechange à d'autres navires. |
| Harrison            | DD-573    |       | Consolidated Steel Corporation, Orange (Texas)                   | 25 juin 1941      | 25 janvier 1943                    | 1er avril 1946                     | Vendu à la Marine mexicaine le 19 août 1970 renommé BAM Cuauhtemoc (E-01), du nom de Cuauhtémoc (c.1502-1525), le dernier empereur aztèque du Mexique. Il a été retiré du service en 1982. |
| John Rodgers        | DD-574    |       | Consolidated Steel Corporation, Orange (Texas)                   | 25 juillet 1941   | 9 février 1943                     | 25 mai 1946                        | Vendu à la Marine mexicaine le 19 août 1970 renommé ARM Cuitláhuac (E 01), du nom de Cuitláhuac (?-1520), l'avant-dernier empereur aztèque du Mexique. Le Cuitláhuac a été retiré de la marine mexicaine le 16 juillet 2001, mettant fin aux 60 ans de service des navires de la classe Fletcher. John Rodgers a été acquis par Beauchamp Tower Corp., fin 2006 dans le but de le ramener à Mobile (Alabama) en tant que navire-musée, mais les plans ont échoué et le gouvernement mexicain l'a saisi le 2 août 2010 puis demantelé dans le port de Lázaro Cárdenas (Michoacán) à partir de septembre 2010. |
| McKee               | DD-575    |       | Consolidated Steel Corporation, Orange (Texas)                   | 2 mars 1942       | 31 mars 1943                       | 25 février 1946                    | Ferraillé le 2 janvier 1974 |
| Murray              | DD-576    |       | Consolidated Steel Corporation, Orange (Texas)                   | 16 mars 1942      | 20 avril 1943 16 octobre 1951      | 27 mars 1946 1er juin 1965         | Ferraillé le 16 août 1966 |
| Sproston            | DD-577    |       | Consolidated Steel Corporation, Orange (Texas)                   | 1er avril 1942    | 19 mai 1943 15 septembre 1950      | 18 janvier 1946 30 septembre 1968  | Ferraillé le 15 septembre 1971 |
| Wickes              | DD-578    |       | Consolidated Steel Corporation, Orange (Texas)                   | 15 avril 1942     | 16 juin 1943                       | 20 décembre 1945                   | Désarmé le 1er novembre 1972. Coulé comme cible le 8 avril 1974. |
| William D. Porter   | DD-579    |       | Consolidated Steel Corporation, Orange (Texas)                   | 7 mai 1942        | 6 juillet 1943                     |                                    | Coulé par un Aichi D3A kamikaze le 10 juin 1945 lors de la Bataille d'Okinawa. Le nom du navire de guerre a été rayé du registre des navires de la marine le 11 juillet 1945 |
| Young               | DD-580    |       | Consolidated Steel Corporation, Orange, Texas                    | 7 mai 1942        | 31 juillet 1943                    | Janvier 1947                       | Coulé comme cible le 6 mars 1970 |
| Charrette           | DD-581    |       | Boston Navy Yard                                                 | 20 février 1942   | 18 mai 1943                        | 15 janvier 1947                    | Transferé à la Marine de guerre hellénique le 16 juin 1959 renommé Velos (D16). Le Velos a été mis hors service le 26 février 1991. Transféré le 14 décembre 2000 à la base navale de Salamine pour des travaux d'entretien et de restauration afin d'être transformé en musée naval visitable. Du 26 juin 2002 au 9 septembre 2019, il a été ancré dans le parc de la tradition navale à Palaio Faliro, à Athènes. Depuis le 9 septembre 2019, le Velos est ancré sur le front de mer de Thessalonique, à proximité de la salle de concert de la ville et peut être visité.                                 |
| Conner              | DD-582    |       | Boston Navy Yard                                                 | 6 avril 1942      | 8 juin 1943                        | 5 juillet 1946                     | Transféré à la Marine de guerre hellénique le 15 septembre 1959 renommé Aspis (D06). Officiellement vendu à la Grèce en 1977, il faisait partie de la marine hellénique jusqu'à ce qu'il soit désarmé début 1991. Le navire a été ferraillé en 1997. |
| Hall                | DD-583    |       | Boston Navy Yard                                                 | 16 avril 1942     | 6 juillet 1943                     | 10 décembre 1946                   | Transféré à la Marine de guerre hellénique le 9 février 1960 renommé Lonchi (D56). Désarmé le 1er octobre 1990, le Lonchi a été rayé des listes le 10 octobre 1990. Il a été démoli en 1997 à Aliağa, en Turquie. |
| Halligan            | DD-584    |       | Boston Navy Yard                                                 | 9 novembre 1942   | 19 août 1943                       |                                    | Coulé par une mine le 26 mars 1945 au large de Tokashiki-jima, île de l'Archipel Kerama. |
| Haraden             | DD-585    |       | Boston Navy Yard                                                 | 9 novembre 1942   | 16 septembre 1943                  | 2 juillet 1946                     | Coulé comme cible en novembre 1973 |
| Newcomb             | DD-586    |       | Boston Navy Yard                                                 | 19 mars 1943      | 10 novembre 1943                   | 20 novembre 1945                   | Ferraillé en octobre 1947 |
| Bell                | DD-587    |       | Boston Navy Yard                                                 | 30 décembre 1941  | 4 mars 1943                        | 14 juin 1946                       | Coulé comme cible le 11 mai 1975 |
| Burns               | DD-588    |       | Boston Navy Yard                                                 | 9 mai 1942        | 3 avril 1943                       | 25 juin 1946                       | Coulé comme cible le 20 juin 1974 |
| Izard               | DD-589    |       | Boston Navy Yard                                                 | 9 mai 1942        | 15 mai 1943                        | 31 mai 1946                        | Ferraillé le 2 avril 1970 |
| Paul Hamilton       | DD-590    |       | Boston Navy Yard                                                 | 20 janvier 1943   | 25 octobre 1943                    | 24 septembre 1945                  | Ferraillé le 2 avril 1970 |
| Twiggs              | DD-591    |       | Boston Navy Yard                                                 | 20 janvier 1943   | 4 novembre 1943                    |                                    | Coulé le 16 juin 1945 par un avion torpilleur kamikaze près de l'île Senaga-jima d'Okinawa. Le Twiggs a été rayé de la liste de la Navy le 11 juillet 1945; en 1957, sa carcasse a été offerte au gouvernement des îles Ryukyu. |
| Howorth             | DD-592    |       | Puget Sound Naval Shipyard                                       | 26 novembre 1941  | 3 avril 1944                       | 30 avril 1946                      | Coulé comme cible en mars 1962 |
| Killen              | DD-593    |       | Puget Sound Naval Shipyard                                       | 26 novembre 1941  | 4 mai 1944                         | 9 juillet 1946                     | Coulé comme cible le 15 avril 1975 |
| Hart                | DD-594    |       | Puget Sound Naval Shipyard                                       | 10 août 1943      | 4 novembre 1944                    | 31 mai 1946                        | Ferraillé le 3 décembre 1973 |
| Metcalf             | DD-595    |       | Puget Sound Naval Shipyard                                       | 10 août 1943      | 18 novembre 1944                   | Mars 1946                          | Ferraillé le 6 juin 1972 |
| Shields             | DD-596    |       | Puget Sound Naval Shipyard                                       | 10 août 1943      | 8 février 1945 15 juillet 1950     | 14 juin 1946 1er juillet 1972      | Transferé à la marine Brésilienne le 1er juillet 1972 renommé Maranhão jusqu'à son ferraillage en 1990. |
| Wiley               | DD-597    |       | Puget Sound Naval Shipyard                                       | 10 août 1943      | 22 février 1945                    | 15 mai 1946                        | Ferraillé le 2 avril 1970 |
| Abbot               | DD-629    |       | Bath Iron Works, Bath (Maine)                                    | 21 septembre 1942 | 23 avril 1943 26 février 1951      | 21 mai 1946 26 mars 1965           | Ferraillé le 31 juillet 1975 |
| Braine              | DD-630    |       | Bath Iron Works, Bath (Maine)                                    | 12 octobre 1942   | 11 mai 1943 6 avril 1951           | 26 juillet 1946 17 août 1971       | Transferé à la Marine argentine le 17 août 1971 renommé ARA Almirante Domecq Garcia (D23). Il a été coulé comme cible le 7 octobre 1983 à la position 39° 57′ S, 57° 57′ O. |
| Erben               | DD-631    |       | Bath Iron Works, Bath (Maine)                                    | 28 octobre 1942   | 28 mai 1943 19 mai 1951            | 31 mai 1946 27 juin 1958           | Transféré en Corée du Sud le 16 mai 1963, rebaptisé ROKS Chung Mu (DD-91). Depuis 1983, il servait de navire-école stationnaire. L'ex-Erben aurait été démoli. |
| Hale                | DD-642    |       | Bath Iron Works, Bath (Maine)                                    | 23 novembre 1942  | 15 juin 1943 24 mars 1951          | 15 janvier 1947 30 juillet 1960    | Transferé à la Colombie, 23 janvier 1961 renommé ARC Antioquia (DD-01). L' Antioquia est rayé des listes le 20 décembre 1973 et mis à la ferraille. |
| Sigourney           | DD-643    |       | Bath Iron Works, Bath (Maine)                                    | 7 décembre 1942   | 29 juin 1943 7 septembre 1951      | 20 mars 1946 1er mai 1960          | Ferraillé le 31 juillet 1975 |
| Stembel             | DD-644    |       | Bath Iron Works, Bath (Maine)                                    | 21 décembre 1942  | 16 juillet 1943 9 novembre 1951    | 31 mai 1946 27 mai 1958            | Prêté à la Marine argentine le 7 août 1961 renommé ARA Rosales (D-22). Le Rosales a été ferraillé en 1982. |
| Albert W. Grant     | DD-649    |       | Boston Navy Yard                                                 | 30 décembre 1942  | 24 novembre 1943                   | 16 juillet 1946                    | Ferraillé le 30 mai 1972 |
| Caperton            | DD-650    |       | Bath Iron Works, Bath (Maine)                                    | 11 January 1943   | 30 juillet 1943 6 avril 1951       | 6 July 1946 27 avril 1960          | Coulé comme cible dans les années 1980. |
| Cogswell            | DD-651    |       | Bath Iron Works, Bath (Maine)                                    | 1 February 1943   | 17 August 1943 7 January 1951      | 30 April 1946 1 October 1969       | Transferé à la Marine turque le 1er octobre 1969 renommé TCG İzmit (D 342) jusqu'en 1981 où il est ferraillé. |
| Ingersoll           | DD-562    |       | Bath Iron Works, Bath (Maine)                                    | 18 février 1943   | 31 août 1943 4 mai 1951            | 19 juillet 1946 20 janvier 1970    | Coulé comme cible le 19 mai 1974 |
| Knapp               | DD-653    |       | Bath Iron Works, Bath (Maine)                                    | 8 mars 1943       | 16 septembre 1943 3 mai 1951       | 5 juillet 1946 4 mars 1957         | Ferraillé le 27 août 1973 |
| Bearss              | DD-654    |       | Gulf Shipbuilding Corporation, Chickasaw (Alabama)               | 14 juillet 1942   | 12 avril 1944 7 septembre 1951     | 31 janvier 1947 30 décembre 1963   | Ferraillé le 14 avril 1976 |
| John Hood           | DD-655    |       | Gulf Shipbuilding Corporation, Chickasaw (Alabama)               | 12 octobre 1942   | 7 juin 1944 3 août 1951            | 3 juillet 1946 30 juin 1964        | Ferraillé le 12 avril 1976 |
| Van Valkenburgh     | DD-656    |       | Gulf Shipbuilding Corporation, Chickasaw (Alabama)               | 15 novembre 1942  | 2 août 1944 8 mars 1951            | 12 avril 1946 26 février 1954      | Transferé à la Marine turque le 28 février 1967 renommé TCG İzmir (D 341). Rayé de la liste de la marine américaine le 1er février 1973, le destroyer a été vendu à la Turquie le 15 février 1973. L'İzmir a été mis à la ferraille en 1987. |
| Charles J. Badger   | DD-657    |       | Bethlehem Steel Corporation, Staten Island (New York)            | 24 septembre 1942 | 23 juillet 1943 10 septembre 1951  | 21 mai 1946 20 décembre 1957       | Vendu à la Marine chilienne pour pièces le 10 mai 1974. |
| Colahan             | DD-658    |       | Federal Shipbuilding and Drydock Company, Kearny (New Jersey)    | 24 octobre 1942   | 23 août 1943 16 décembre 1950      | 14 juin 1946 1er août 1966         | Coulé comme cible, 18 décembre 1966 |
| Dashiell            | DD-659    |       | Federal Shipbuilding and Drydock Company, Kearny (New Jersey)    | 1er octobre 1942  | 20 mars 1943 3 mai 1951            | 30 mars 1946 29 avril 1960         | Ferraillé le 21 septembre 1975 |
| Bullard             | DD-660    |       | Federal Shipbuilding and Drydock Company, Kearny (New Jersey)    | 16 octobre 1942   | 9 avril 1943                       | 20 décembre 1946                   | Ferraillé le 3 décembre 1973 |
| Kidd                | DD-661    |       | Federal Shipbuilding and Drydock Company, Kearny (New Jersey)    | 16 octobre 1942   | 23 avril 1943 28 mars 1951         | 10 décembre 1946 19 juin 1964      | Le Kidd est arrivé à Baton Rouge le 23 mai 1982, où il a été transféré à la Louisiana Naval War Memorial Commission en tant que navire-musée. Kidd n'a jamais été modernisé et est le seul navire-musée de la classe Fletcher à conserver son apparence de la Seconde Guerre mondiale ; il a été restauré dans sa configuration et son armement d'août 1945. |
| Bennion             | DD-662    |       | Boston Navy Yard                                                 | 19 mars 1943      | 14 décembre 1943                   | 20 juin 1946                       | Ferraillé le 30 mai 1973 |
| Heywood L. Edwards  | DD-663    |       | Boston Navy Yard                                                 | 4 juillet 1943    | 26 janvier 1944                    | 1er juillet 1946                   | Transferé à la Force maritime d'autodéfense japonaise le 10 mars 1959 renommé JDS Ariake (DD-183) jusqu'en 1974. L'Ariake a été ferraillé en 1976. |
| Richard P. Leary    | DD-664    |       | Boston Navy Yard                                                 | 4 juillet 1943    | 23 février 1944                    | 10 décembre 1946                   | Transferé à la Force maritime d'autodéfense japonaise le 10 mars 1959 renommé JDS Yūgure (DD-184). Le navire a été remis à la garde des États-Unis le 10 mars 1974, radié du registre des navires de la marine américaine le 18 mars 74 et vendu à la ferraille le 1er juillet 1976. |
| Bryant              | DD-665    |       | Boston Navy Yard                                                 | 30 décembre 1942  | 4 décembre 1943                    | 15 janvier 1947                    | Coulé comme cible le 24 août 1969 |
| Black               | DD-666    |       | Federal Shipbuilding and Drydock Company, Kearny (New Jersey)    | 14 novembre 1942  | 21 mai 1943 18 juillet 1951        | 5 août 1946 26 septembre 1969      | Ferraillé 17 février 1971 |
| Chauncey            | DD-667    |       | Federal Shipbuilding and Drydock Company, Kearny (New Jersey)    | 14 novembre 1942  | 31 mai 1943 18 juillet 1950        | 19 décembre 1945 14 mai 1954       | Ferraillé 2 janvier 1974 |
| Clarence K. Bronson | DD-668    |       | Federal Shipbuilding and Drydock Company, Kearny (New Jersey)    | 9 décembre 1942   | 11 juin 1943 7 juin 1951           | 16 juillet 1946 29 juin 1960       | Transferé à la Marine turque le 14 janvier 1967 renommé TCG İstanbul (D 340), d'après la ville d'Istanbul. Il a été mis à la ferraille en 1987. |
| Cotten              | DD-669    |       | Federal Shipbuilding and Drydock Company, Kearny (New Jersey)    | 8 février 1943    | 24 juillet 1943 3 juillet 1951     | 15 juillet 1946 2 mai 1960         | Mis à la ferraille le 31 juillet 1975 |
| Dortch              | DD-670    |       | Federal Shipbuilding and Drydock Company, Kearny (New Jersey)    | 2 mars 1943       | 7 août 1943 4 mai 1951             | 19 juillet 1946 13 décembre 1957   | Transferé à la Marine argentine le 1er août 1961 renommé ARA Espora (D-21) le 16 août 1961, et finalement rayé de la liste de la Navy le 1er septembre 1975. L'ARA Espora a été rayé de la liste de la Marine argentine et mis à la ferraille en 1977. |
| Gatling             | DD-671    |       | Federal Shipbuilding and Drydock Company, Kearny (New Jersey)    | 3 mars 1943       | 19 août 1943 4 juin 1951           | 16 juillet 1946 2 mai 1960         | Ferraillé le 22 février 1977 |
| Healy               | DD-672    |       | Federal Shipbuilding and Drydock Company, Kearny (New Jersey)    | 4 mars 1943       | 3 septembre 1943 3 août 1951       | 11 juillet 1946 11 mars 1958       | Ferraillé le 12 avril 1976 |
| Hickox              | DD-673    |       | Federal Shipbuilding and Drydock Company, Kearny (New Jersey)    | 12 mars 1943      | 10 septembre 1943 19 mai 1951      | 10 décembre 1946 20 décembre 1957  | Transferé à la Marine de la république de Corée le 15 novembre 1968 renommé ROKS Pusan, du nom de la ville de Pusan. Le Pusan a été mis à la ferraille en 1989. |
| Hunt                | DD-674    |       | Federal Shipbuilding and Drydock Company, Kearny (New Jersey)    | 31 mars 1943      | 22 septembre 1943 31 octobre 1951  | 15 décembre 1945 30 décembre 1963  | Ferraillé le 14 août 1975 |
| Lewis Hancock       | DD-675    |       | Federal Shipbuilding and Drydock Company, Kearny (New Jersey)    | 31 March 1943     | 29 September 1943 19 May 1951      | 10 January 1946 8 December 1957    | Transferé à la Marine brésilienne le 1er août 1967 renommé CT Piaui (D 31). Le Piaui a été mis à la ferraille en 1989. |
| Marshall            | DD-676    |       | Federal Shipbuilding and Drydock Company, Kearny (New Jersey)    | 29 avril 1943     | 16 octobre 1943 27 avril 1951      | décembre 1945 19 juillet 1969      | Ferraillé en juillet 1970 |
| McDermut            | DD-677    |       | Federal Shipbuilding and Drydock Company, Kearny (New Jersey)    | 14 juin 1943      | 19 novembre 1943 29 décembre 1950  | 15 janvier 1947 16 décembre 1963   | Ferraillé le 4 January 1966 |
| McGowan             | DD-678    |       | Federal Shipbuilding and Drydock Company, Kearny (New Jersey)    | 30 juin 1943      | 20 décembre 1943 6 juillet 1951    | 30 avril 1946 30 novembre 1960     | Le 30 novembre 1960, à Barcelone, le McGowan est désarmé et le lendemain est devenu le Jorge Juan de l'Armada espagnole (à l'origine avec le numéro de coque 45, désigné D 25 en 1961). Le Jorge Juan a été rayé de la liste de la marine espagnole le 15 novembre 1988, puis mis au rebut. |
| McNair              | DD-679    |       | Federal Shipbuilding and Drydock Company, Kearny (New Jersey)    | 30 juin 1943      | 30 décembre 1943 6 juillet 1951    | 28 mai 1946 30 décembre 1963       | Ferraillé le 10 juin 1976 |
| Melvin              | DD-680    |       | Federal Shipbuilding and Drydock Company, Kearny (New Jersey)    | 6 juillet 1943    | 24 novembre 1943 26 février 1951   | 31 mai 1946 13 janvier 1954        | Ferraillé le 14 août 1975 |
| Hopewell            | DD-681    |       | Bethlehem Steel, San Pedro (Californie), Terminal Island         | 29 octobre 1942   | 30 septembre 1943 28 mars 1951     | 15 janvier 1947 2 janvier 1970     | Coulé comme cible le 11 février 1972 |
| Porterfield         | DD-682    |       | Bethlehem Steel, San Pedro (Californie), Terminal Island         | 12 décembre 1942  | 30 octobre 1943 27 avril 1951      | 15 juillet 1946 7 novembre 1969    | Coulé comme cible le 18 juillet 1982 |
| Stockham            | DD-683    |       | Bethlehem Shipbuilding Corporation, San Francisco (Californie)   | 19 décembre 1942  | 11 février 1944 14 novembre 1951   | 30 août 1946 2 septembre 1957      | Coulé comme cible le 17 février 1977 |
| Wedderburn          | DD-684    |       | Bethlehem Shipbuilding Corporation, San Francisco, Californie    | 10 janvier 1943   | 9 mars 1944 21 novembre 1950       | Avril 4 1946 1er octobre 1969      | Ferraillé le 25 janvier 1972 |
| Picking             | DD-685    |       | Bethlehem Steel Corporation, Staten Island, New York             | 24 novembre 1942  | 21 septembre 1943 26 janvier 1951  | 20 décembre 1945 6 septembre 1969  | Coulé comme cible le 27 février 1997 |
| Halsey Powell       | DD-686    |       | Bethlehem Steel Corporation, Staten Island, New York             | février 3, 1943   | 25 octobre 1943 27 avril 1951      | 10 décembre 1946 27 avril 1968     | Transferé à la Marine de la république de Corée le 27 avril 1968 renommé ROKS Seoul (DD-912), d'après la capitale de la Corée du Sud. Ferraillé en 1982. |
| Uhlmann             | DD-687    |       | Bethlehem Steel Corporation, Staten Island, New York             | 6 mars 1943       | 22 novembre 1943 23 mai 1950       | 14 juin 1946 15 juillet 1972       | Ferraillé le 21 mars 1974 |
| Remey               | DD-688    |       | Bath Iron Works, Bath (Maine)                                    | 22 mars 1943      | 30 septembre 1943 14 novembre 1951 | 10 décembre 1946 30 décembre 1963  | Ferraillé le 10 juin 1976 |
| Wadleigh            | DD-689    |       | Bath Iron Works, Bath (Maine)                                    | 5 April 1943      | 19 October 1943 3 October 1951     | 20 June 1946 28 June 1962          | Transferé à la Marine chilienne le 26 juillet 1972 renommé |
| Norman Scott        | DD-690    |       | Bath Iron Works, Bath (Maine)                                    | 26 avril 1943     | 5 novembre 1943                    | 30 avril 1946                      | Ferraillé le 3 décembre 1973 |
| Mertz               | DD-691    |       | Bath Iron Works, Bath (Maine)                                    | 10 mai 1943       | 19 novembre 1943                   | 23 avril 1946                      | Ferraillé le 16 décembre 1971 |
| Callaghan           | DD-792    |       | Bethlehem Steel, San Pedro (Californie), Terminal Island         | 21 février 1943   | 27 novembre 1943                   |                                    | Coulé par un bombardier Yokosuka K5Y kamikaze à 50 NM au sus-ouest d'Okinawa à la position 25° 43′ N, 126° 55′ E le 28 juillet 1945. |
| Cassin Young        | DD-793    |       | Bethlehem Steel, San Pedro (Californie), Terminal Island         | 18 mars 1943      | 31 décembre 1943 8 septembre 1951  | 28 mai 1946 29 avril 1960          | Le 15 juin 1978 l'US Navy a prêté en permanence le Cassin Young au National Park Service, comme navire-musée à l'ancien Boston National Historical Park, Massachusetts. Il est ouvert au public depuis 1981. |
| Irwin               | DD-794    |       | Bethlehem Steel, San Pedro (Californie), Terminal Island         | 2 mai 1943        | 14 février 1944 26 février 1951    | 31 mai 1946 10 janvier 1958        | Transferé à la Marine brésilienne le 10 mai 1968 renommé Santa Catarina (D32). Santa Catarina a été utilisé en 1988 comme cible d'entraînement. L'Ex-D32 a finalement été coulé en 1990. |
| Preston             | DD-795    |       | Bethlehem Steel, San Pedro (Californie), Terminal Island         | 13 juin 1943      | 20 mars 1944 26 janvier 1951       | 24 avril 1946 15 novembre 1969     | Transferé à la Marine turque le 15 novembre 1969 renommé TCG İçel (D 344). Icel a été ferraillé en 1981. |
| Benham              | DD-796    |       | Bethlehem Steel Corporation, Staten Island, New York             | 23 avril 1943     | 20 décembre 1943 24 mars 1951      | 18 octobre 1946 30 juin 1960       | Prêté à la Marine péruvienne le 15 décembre 1960 renommé BAP Villar (DD-71) puis ferraillé en 1980. |
| Cushing             | DD-797    |       | Bethlehem Steel Corporation, Staten Island, New York             | 3 mai 1943        | 17 janvier 1944 17 août 1951       | 3 février 1947 8 novembre 1960     | Transferé à la Marine brésilienne le 20 juillet 1961 renommé Paraná (D29), rayé des listes le 1er août 1973 puis ferraillé en 1982 |
| Monssen             | DD-798    |       | Bethlehem Steel Corporation, Staten Island, New York             | 1er juin 1943     | 14 février 1944 31 octobre 1951    | 30 avril 1946 décembre 1957        | Ferraillé le 21 octobre 1963 |
| Jarvis              | DD-799    |       | Seattle-Tacoma Shipbuilding Corporation, Seattle (Washington)    | 7 juin 1943       | 3 juin 1944 8 février 1951         | 29 juin 1946 24 octobre 1960       | Transferé à l'Armada espagnole le 3 novembre 1960 renommé Alcalá Galiano D 24. L'Alcalá Galiano a été mis à la ferraille le 15 décembre 1988 |
| Porter              | DD-800    |       | Seattle-Tacoma Shipbuilding Corporation, Seattle (Washington)    | 6 juillet 1943    | 24 juin 1944 9 février 1951        | 3 juillet 1946 10 août 1953        | Ferraillé le 21 mars 1974 |
| Colhoun             | DD-801    |       | Seattle-Tacoma Shipbuilding Corporation, Seattle (Washington)    | 3 août 1943       | 8 juillet 1944                     |                                    | Coulé par 4 avions kamikaze japonais le 6 avril 1945, lors du premier raid lourd kamikaze de la bataille d'Okinawa à la position 27° 16′ N, 127° 48′ E. |
| Gregoryv            | DD-802    |       | Seattle-Tacoma Shipbuilding Corporation, Seattle (Washington)    | 13 août 1943      | 29 juillet 1944 27 avril 1951      | 15 janvier 1947 1er février 1964   | Coulé comme cible le 4 mars 1971 |
| Little              | DD-803    |       | Seattle-Tacoma Shipbuilding Corporation, Seattle (Washington)    | 13 septembre 1943 | 19 août 1944                       |                                    | Coulé par 4 avions kamikaze le 3 mai 1945 à Okinawa à la position 26° 24′ N, 126° 15′ E |
| Rooks               | DD-804    |       | Seattle-Tacoma Shipbuilding Corporation, Seattle (Washington)    | 27 octobre 1943   | 2 septembre 1944 19 mai 1951       | 11 juin 1946 26 juillet 1962       | Transféré à la Marine chilienne le 26 juillet 1962 renommé Cochrane (D-15). Ferraillé en 1983. |

## Au cinéma
Au début du film USS Greyhound : La Bataille de l'Atlantique (2020), Tom Hanks, qui joue le rôle d'un officier de l'US Navy qui va prendre pour la première fois le commandement d'un navire, le fictif destroyer USS Keeling, dans un échange avec sa fiancé dit : « After all these years of being fitted and retained, a Fletcher class destroyer. » (Après toutes ces années de préparation et de non promotion, un destroyer de la classe Fletcher). 
C'est l'USS Kidd (DD-661), l'un des quatre navires encore préservés et le seul dans sa configuration de la Seconde Guerre mondiale, a servi pour le film,.